# Дзахов, Давид Юрьевич
Дави́д Ю́рьевич Дза́хов (осет. Дзахаты Дауыт; 6 октября 1988, Орджоникидзе, СССР) — российский футболист, полузащитник клуба «Алания».

## Карьера
Первые шаги в футболе начал в школе ЦСКА, выступал за любительские спартаковские коллективы, перейдя в пермский «Амкар» перед началом сезона 2009 года. 26 апреля, в матче шестого тура в Нальчике дебютировал в Премьер-лиге, выйдя на замену на 78 минуте вместо Ивана Старкова. За молодёжную команду сыграл 25 матчей, в которых забил 1 гол в ворота «Крыльев Советов». Следующую предсезонную подготовку провёл уже с основным составом и был включён в заявку в трёх матчах сезона 2010 года. Далее Дзахов перешёл в «Волгарь-Газпром» на правах аренды. Дебютный матч провёл против «Иртыша», первый свой гол забил в ворота «Динамо» Брянск.
В нижнекамском «Нефтехимике» отыграл с 2011 по 2014 год. Вернулся в «Амкар», где провёл два сезона и забил свой первый мяч в Премьер-лиге — в ворота «Урала». В сезоне 2015/16 Дзахов перешёл в ярославский «Шинник» на правах аренды до конца сезона 2016/17.
4 февраля 2018 года на правах свободного агента перешел из «Оренбурга» в «Луч».
В сезоне 2019/20 выступал за футбольный клуб «Тюмень» сыграв 14 матчей.
В июле 2020 года подписал контракт с «Аланией».

## Достижения
- Победитель зоны «Урал-Поволжье» Второго дивизиона: 2011/12